# Carex jaegeri
Carex jaegeri är en halvgräsart som beskrevs av Friedrich Wilhelm Schultz. Carex jaegeri ingår i släktet starrar, och familjen halvgräs. Inga underarter finns listade i Catalogue of Life.